# Ableptina delospila
Ableptina delospila là một loài bướm đêm trong họ Noctuidae.